# 1-hexeen
Hex-1-een is een onverzadigd koolwaterstof met de brutoformule C6H12. Het is een naar benzine ruikende, kleurloze vloeistof, die vaak gewonnen wordt in aanwezigheid van meerdere isomeren. De stof is een isomeer van hexeen.
De stof wordt verkregen door koolwaterstoffen (aardolie) te kraken en vervolgens te destilleren. Een ander proces dat uitgevoerd wordt, is het zogenaamde SHOP-proces. Hierbij wordt etheen gebruikt om via een metathese-reactie hogere olefines te verkrijgen.

## Toepassingen
Hex-1-een wordt gebruikt als co-monomeer in co-polymerisatiereacties met bijvoorbeeld etheen. Een andere toepassing is het te oxideren en zo bijvoorbeeld hexaanaldehyde te maken. Een derde mogelijkheid is de koolstofketen te verlengen met koolmonoxide door een hydroformylatie uit te voeren, en zo heptaanzuur te produceren.